# Polskie Towarzystwo Alergologiczne
Polskie Towarzystwo Alergologiczne (PTA) – stowarzyszenie naukowe powstałe 15 listopada 1982 roku w Bydgoszczy. Zrzesza lekarzy alergologów, internistów, pediatrów, dermatologów oraz laryngologów, zajmujących się alergologią doświadczalną i kliniczną oraz dziedzinami pokrewnymi.
Siedziba PTA znajduje się w Łodzi. Strukturę terenową tworzy 13 oddziałów regionalnych grupujących ponad 1500 członków. Misją PTA jest zrzeszanie osób, których przedmiotem działania lub zainteresowania jest alergologia. PTA reprezentuje polską alergologię w kraju i na świecie, upowszechnia wiedzę na temat alergologii w społeczeństwie oraz dba o właściwe wyszkolenie lekarzy w zakresie alergologii. 
W 2021 roku Polskie Towarzystwo Alergologiczne objęło rolę lidera Koalicji na rzecz Leczenia Astmy, która jest wspólną inicjatywą przedstawicieli środowisk klinicystów, ekspertów zdrowia publicznego oraz pacjentów. Celem działań Koalicji jest poprawa stanu leczenia astmy w Polsce. 
PTA jest członkiem World Allergy Organization i European Academy of Allergy and Clinical Immunology.
Oficjalnym czasopismem PTA jest „Alergologia Polska – Polish Journal of Allergology”.

## Prezydenci PTA
Źródło:.
1. Bogdan Romański (1982–1988)
2. Józef Małolepszy (1988–1994)
3. Tadeusz Płusa (1994–2000)
4. Paweł Górski (2000–2003)
5. Marek L. Kowalski (2003–2006)
6. Piotr Kuna (2006–2009)
7. Barbara Rogala (2009–2012)
8. Bolesław Samoliński (2012–2015)
9. Zbigniew Bartuzi (2015–2018)
10. Marek Kulus (2018–2021)
11. Maciej Kupczyk (2021–2024)
12. Radosław Gawlik (2024–)